# 강상우
강상우(姜祥佑, 1993년 10월 7일 ~ )는 대한민국의 축구 선수이다. 포지션은 왼쪽 풀백, 중앙 미드필더, 오른쪽 풀백이다. 현재 K리그1 울산 HD 소속이다.

## 어린 시절
본래 선수 본인은 초등학생 때부터 축구를 시작하고 싶었으나, 부모님이 반대하셨고, 중학교 올라가서 하고 싶다고 말씀 드리니까 그 때는 축구를 하는 것을 지지해주셔서 중학생 때 부터 축구를 시작하게 되었다. 재현고 시절에는 10번을 달고 팀에서 눈에 띄는 플레이를 펼쳤었다.

## 구단 경력
2014년 1월, 포항 스틸러스에 자유계약 신인 선수로 입단하였다. 3월, AFC 챔피언스리그 산둥 루넝과의 조별리그 경기에서 교체 투입되며 프로 데뷔하였고, K리그 클래식에서는 7월 제주와의 원정 경기에서 첫 선발 출전하였다.
2015년 11월 29일, 황선홍 감독의 고별 경기인 서울과의 리그 38라운드 최종전에 선발출전하여, 후반 추가시간 결승골이자 본인의 K리그 데뷔골을 기록하며 황선홍 감독의 마지막 경기를 2-1 승리로 이끌었다.
2016 시즌 포지션을 변경하면서 주전 윙백으로 활약하였고, 특유의 높은 활동량을 바탕으로 좋은 활약을 펼쳤다. 그리고 2021 시즌이 끝나고 전북 현대의 이적설이 나서 전북으로 가는 것 같다가 베이징 궈안 이적설이 또 났다. 지금은 투트랙 협상 중이라고 한다.
2022년 2월 22일, 제주 유나이티드와의 K리그1 개막전 원정경기 후반전에 교체 출전한것을 마지막으로 중국 슈퍼리그의 베이징 궈안으로 이적하였다.
2024 시즌을 앞두고 FC 서울로 이적하여 2년 만에 K리그로 복귀 하였다.
2025 시즌을 앞두고 울산 HD로 이적하였다.

## 국가대표팀 경력
2012년 AFC U-19 챔피언십에 참가하여 대한민국의 8년 만의 대회 우승을 이끌었으며, 특히 우즈베키스탄과의 준결승전에서는 두 골을 기록하는 활약을 펼쳤다. 이후 2013년 FIFA U-20 월드컵에서도 주전 미드필더로 활약하며 대한민국의 8강 진출에 기여하였다.
이후 U-23 대표팀에 소집되며 2014년 툴롱컵, 2015년 킹스컵 등에 참가하였다. 2015년 12월, 카타르에서 열리는 AFC U-23 챔피언십 참가 명단에 발탁되었다.
그 뒤 2021년 6월 9일 스리랑카와의 2022년 FIFA 월드컵 아시아 지역 2차 예선 H조 5차전에서 이기제와의 교체 투입을 통해 국제 A매치 데뷔전을 가졌다.

## 플레이 스타일
유소년 시절부터 유명한 선수였지만 성인 팀에 와서는 자리를 잡지 못 하고 있어 당시 2군에도 들어가지 못 했다고 한다. 하지만 당시 사이드 풀백 자리가 비어 있어 김원일 선수의 제안으로 윙어에서 풀백으로 포지션을 변경했다. 당시 공격수에서 수비수로 변경한다는 것이 자존심 상해 했었지만 결국 풀백으로 뛰게 되었다.
본래는 전담 키커도 아니였고 킥을 차도 선수도 뛰어들어가 않는 경우도 있었지만 상무시절 주 키커 역할을 맡게 되면서 자신감도 얻게 되고 포항에 돌아가서도 김기동 감독이 “상우 킥 좋으니까 다 뛰어들어가”라고 선수들에게 말하기도 했었다.
이후 포항에서 윙어, 수비수를 가리지 않는 활약으로 국가대표에 발탁 되었으며 파울루 벤투 한국 국가대표팀 감독은 강상우 선수를 "좌우에 다 설 수 있는 선수다"라고 평가하면 그의 멀티성을 인정해 주었다.

## 수상 내역

### 대회 기록
재현중학교 (2006 ~2008)
- 추계중등축구연맹전 ● 우승: 2008[8]

중경고등학교 (2010 ~2011)
- 추계고등축구연맹전 ● 준우승: 2008

### 개인
- 대한축구협회 남자 대학부 최우수선수상: 2012
- K리그1 도움왕: 2020
- K리그1 베스트 11: 2020, 2021

## 참고 자료
- 강상우' 폭발적인 득점력으로 재현고 이끌다
- 놀 줄 모르는 축구선수, 국가대표 강상우 그는 축구밖에 몰랐다.
- 강상우 “걱정과 달리 월급도 잘 받고, 中 축구 문화도 즐겼어요”
- “중국이 어떤가”…축구 국가대표 강상우는 왜 중국으로 갔나